# Calophyllum cucullatum
Calophyllum cucullatum är en tvåhjärtbladig växtart som beskrevs av Merrill. Calophyllum cucullatum ingår i släktet Calophyllum och familjen Calophyllaceae. Inga underarter finns listade i Catalogue of Life.